# 유쟁법과 무쟁법
유쟁법과 무쟁법 즉 '유쟁법(有諍法) · 무쟁법(無諍法)의 쌍'은 다음의 분류, 그룹 또는 체계의 한 요소이다.
- 명색(名色), 무참(無慚) · 무괴(無愧) 등과 같이 특정한 2가지 법을 가리키는 여러 가지 2법(二法)들 가운데 하나이다.[1][2] 특히, 《아비달마집이문족론》 제1권과 《삼장법수》에 이런 뜻의 여러 가지 2법(二法)들이 나열되어 있다.[3]
- 유위법 · 무위법, 유루법 · 무루법 등과 같이 일체법(一切法)을 특정한 기준에 따라 2가지로 분류한 여러 가지 2법(二法)들 가운데 하나이다.[1][2] 특히, 《아비달마품류족론》 제5권에 이런 뜻의 여러 가지 2법(二法)들이 나열되어 있다.[4][5]
- 《구사론》의 〈분별계품〉에서 설하고 있는, 18계(十八界)에 대한 제문분별(諸門分別)인, 22문(二十二門) 가운데 5번째의 유루(有漏) · 무루(無漏) 분별에 해당한다.[6]

유쟁법과 무쟁법 즉 '유쟁법(有諍法) · 무쟁법(無諍法)의 쌍'은 여러 가지 2법(二法)들 가운데 하나로, 이 둘을 합하면 일체법이 된다. 유쟁법과 무쟁법을 통칭하여 유쟁무쟁법(有諍無諍法)이라고도 하며, 줄여서 유쟁무쟁(有諍無諍)이라고도 한다. 쟁(諍)의 산스크리트어 원어 라냐(raṇa)는 다툼(fight) · 갈등(conflict) · 분쟁(strife, dispute) · 전쟁(war)을 뜻하며, 따라서 유쟁법(有諍法)과 무쟁법(無諍法)의 문자 그대로의 뜻은 '다툼 · 갈등 · 분쟁 · 전쟁이 있는 법'과 '다툼 · 갈등 · 분쟁 · 전쟁이 없는 법'이다.
유쟁(有諍) · 무쟁(無諍)은 각각 유루 · 무루의 다른 말이며, 쟁(諍, 산스크리트어: raṇa) 즉 다툼은 누(漏) 즉 번뇌(煩惱)의 다른 말이다.
부파불교의 설일체유부의 논서 《아비달마품류족론》 제6권에 따르면, 유쟁법(有諍法) 또는 유쟁(有諍)은 12처 가운데 10처와 '2처의 일부'를 말한다. 즉, 5근와 5경의 10색처(十色處)와 '의처(意處)의 일부'와 '법처(法處)의 일부'를 말한다. 그리고 무쟁법(無諍法) 또는 무쟁(無諍)은 12처 가운데 '2처의 일부'를 말한다. 즉, '의처(意處)의 일부'와 '법처(法處)의 일부'를 말한다. '유쟁법과 무쟁법'은 '유루법과 무루법'과 같은 말이기 때문에, 이 분별은 12처에 대한 유루법과 무루법 분별과 그대로 일치한다. 즉, 유루와 유쟁, 무루와 무쟁은 그 뜻[義]에 있어서는 차이가 있지만 그 실체는 서로 동일하다.

## 경론별 설명

### 아비달마품류족론
부파불교의 설일체유부의 논서 《아비달마품류족론》 제6권에 따르면,
유쟁법(有諍法) 또는 유쟁(有諍)은 12처 가운데 10처와 '2처의 일부'를 말한다. 즉, 5근와 5경의 10색처(十色處)와 '의처(意處)의 일부'와 '법처(法處)의 일부'를 말한다. 즉, 안처 · 이처 · 비처 · 설처 · 신처 · '의처의 일부' · 색처 · 성처 · 향처 · 미처 · 촉처 · '법처의 일부'를 말한다.
무쟁법(無諍法) 또는 무쟁(無諍)은 12처 가운데 '2처의 일부'를 말한다. 즉, '의처(意處)의 일부'와 '법처(法處)의 일부'를 말한다.

### 아비달마구사론
부파불교의 설일체유부의 논서 《아비달마구사론》 제1권에 따르면,
유쟁(有諍, 산스크리트어: saraṇa)은 취온(取蘊) · 고(苦) · 집(集) · 세간(世間) · 견처(見處) · 3유(三有)와 더불어 유루(有漏)의 다른 말이다.
유쟁(有諍)에서 쟁(諍: 다투다, 언쟁하다)은 번뇌의 다른 이름으로, 특히 번뇌가 선한 마음을 자극하고 흔들어 요동치게 하며, 그 결과 선한 마음이 흔들리게 되면 그로 인해 자신과 타인에게 손해를 입히는 악한 마음이 일어나게 되고 나아가 자신과 타인에게 손해를 입히는 구체적 행위를 일으키게도 한다는 것을 뜻한다.
유루(有漏)는 마음이 유루법과 상응할 때 누(漏)가 수증(隨增: 따라 증장함)하는 것을 뜻하는데, 마찬가지로, 마음이 유루법과 상응할 때 위와 같은 의미의 쟁(諍)이 수증(隨增)하기 때문에 유쟁(有諍, 산스크리트어: saraṇa: sa + raṇa = 有 + 諍)이라 이름한다. 즉, 이 명명법은 유루(有漏, 산스크리트어: sāsrava: sa + āsrava = 有 + 漏)의 경우와 동일하다.

### 유가사지론
대승불교의 유식유가행파의 논서 《유가사지론》 제100권에 따르면,
유쟁(有諍)은 바로 다음의 미래생 등에서 갖가지 괴로움[苦]을 낳는 직접적 원인이 된다는 것과 현재생에서 유죄(有罪)의 상태, 즉 죄(罪)를 범한 상태, 즉 오염된 상태가 되게 한다는 것을 뜻한다.
무쟁(無諍)은 유쟁의 반대를 말한다.
《유가사지론》 제65권에 따르면,
유쟁법(有諍法)은 사고(事故) · 인연고(因緣故) · 자성고(自性故) · 조반고(助伴故) · 등기고(等起故)의 5가지 측면에서 차별을 건립한다. 즉, 모든 유쟁법은 이들 5가지 유형으로 분류할 수 있다.
1) 사고(事故): 5취온(五取蘊)을 유쟁법사(有諍法事) 즉 유쟁법의 사(事) 즉 실체라고 이름한다.
2) 인연고(因緣故): 사랑하고 맛들여서[愛味] 염착(染著)하는 것과 사랑하고 맛들여서[愛味] 탐기(耽嗜)하는 것을 쟁인연(諍因緣) 즉 다툼의 원인이라 이름한다.
3) 자성고(自性故): 무상성(無常性) · 고성(苦性) · 변괴법성(變壞法性), 즉, 무상함의 성질 · 괴로움의 성질 · 변하여 무너지는 법의 성질을 유쟁자성(有諍自性) 즉 유쟁의 자성이라 이름한다.
4) 조반고(助伴故): 이러한 3가지 쟁(諍)에 대하여 무지(無智)하고 우치(愚癡)한 것을 쟁조반(諍助伴) 즉 다툼을 돕는 벗이라 이름한다.
5) 등기고(等起故): 이러한 4가지 인연(因緣) 즉 직접적 원인과 간접적 원인으로 인하여 5흑품(五黑品)이 전개되는 것을 등기(等起) 즉 함께 일어남이라 이름한다.
(1) 초흑품(初黑品)은 갖가지 욕구[欲]와 갖가지 견해[見]를 주장하여 다투고 탐착(耽著)하는 것과 이와 비슷한 종류의 것들을 말한다. 초흑품은 원한(怨恨)이 생겨나게 하고 분심(憤心)을 일으키기 때문에 불안은주(不安隱住)이다. 즉, 안온한 머무름[安隱住]이 아니다.
(2) 제2흑품(第二黑品)은 지닌 바 갖가지 번뇌(煩惱: 번뇌 종자, 즉 수면, 근본번뇌)와 전(纏: 현행하는 번뇌)을 따르면서 부끄러워함이 없이 이들 번뇌와 전(纏)에 자주 안주(安住)하는 것을 말한다. 제2흑품은 내부에서 갖가지 번뇌가 불타듯 타오르게 하기 때문에 불안은주(不安隱住)이다. 즉, 안온한 머무름[安隱住]이 아니다.
(3) 제3흑품(第三黑品)은 사문(沙門)이나 바라문(婆羅門)으로서 정도(正道)를 어기고서, 하고자 하는 고행이나 기타의 신해(信解)한 바를 따라서 스스로를 굶주리게 하거나 스스로를 불에 던지거나 스스로를 높은 바위에서 내던지는 것 등의 수행을 행하는 것을 말한다. 제3흑품은 스스로의 서원(誓願: 맹세와 원함)으로 행한 것으로서, 큰 노력을 들인 것이지만 바른 과보가 없는 헛된 수고로움이거나 무의미한 고행이기 때문에 불안은주(不安隱住)이다. 즉, 안온한 머무름[安隱住]이 아니다.
(4) 제4흑품(第四黑品)은 몸과 말과 뜻으로 짓는 악행(惡行)으로서 모든 '현행의 악행'을 말한다. 제4흑품은 악취(惡趣)에 태어나게 하기 때문에 불안은주(不安隱住)이다. 즉, 안온한 머무름[安隱住]이 아니다.
(5) 제5흑품(第五黑品)은 후유(後有)를 흔락(欣樂: 좋아함)하는 것을 말한다. 제5흑품은 생(生) · 노(老) · 사(死) 등의 갖가지 괴로움[苦]과 화합하게 하기 때문에 불안은주(不安隱住)이다. 즉, 안온한 머무름[安隱住]이 아니다.
5취온(五取蘊)의 유쟁사(有諍事) 가운데에서는 유쟁사 · 유쟁자성(有諍自性) · 쟁인연(諍因緣) · 쟁조반(諍助伴) · 등기(等起)가 모두 서로가 서로에게 의지하기 때문에 이들을 통칭하여 유쟁법(有諍法)이라 한다.
또한, 유쟁법(有諍法)과 마찬가지로, 무쟁법(無諍法)도 사고(事故) · 인연고(因緣故) · 자성고(自性故) · 조반고(助伴故) · 등기고(等起故)의 5가지 측면에서 차별을 건립한다. 즉, 모든 무쟁법도 위의 5가지 유형으로 분류할 수 있다. 이 때 무쟁법의 5가지 유형의 상(相)은 유쟁법의 5가지 유형의 상(相)의 반대가 된다. 5무취온(五無取蘊), 즉 무쟁의 5온, 즉 취(取: 번뇌)가 없는 5온의 무쟁사(無諍事) 가운데에서는 유쟁자성(有諍自性) · 쟁인연(諍因緣) · 쟁조반(諍助伴) · 등기(等起)가 획득되는 일이 일어나지 않기 때문에 5무취온을 무쟁법(無諍法)이라 한다.

## 법체계에서의 유쟁무쟁법

### 12처
부파불교의 설일체유부의 논서 《아비달마품류족론》 제6권에 따르면,
일체법에 대한 법체계로, 초기불교 이래로 불교 일반에서 사용되어온 법체계인 12처(十二處)에서, 안처 · 이처 · 비처 · 설처 · 신처 · 색처 · 성처 · 향처 · 미처 · 촉처의 10색처(十色處), 즉 5근(五根)과 5경(五境)은 유쟁법(有諍法)이다. 아래 표에서 빨간색으로 표시되어 있다. 나머지 다른 2처, 즉 의처(意處)와 법처(法處)는 일부는 유쟁법(有諍法)이고 그것을 제외한 나머지는 무쟁법(無諍法)이다.

## 같이 보기
- 유위와 무위
- 유루와 무루
- 유루과와 무루과
- 유루단과 무루단
- 유루도와 무루도
- 유루로와 무루로
- 유루선과 무루선
- 유루식과 무루식
- 유루신과 무루신
- 유루인과 무루인
- 유루정과 무루정
- 유루지와 무루지
- 유루행과 무루행

## 참고 문헌
- 곽철환 (2003). 《시공 불교사전》. 시공사 / 네이버 지식백과. |title=에 외부 링크가 있음 (도움말)
- 미륵 지음, 현장 한역, 강명희 번역 (K.614, T.1579). 《유가사지론》. 한글대장경 검색시스템 - 전자불전연구소 / 동국역경원. K.570(15-465), T.1579(30-279). |title=에 외부 링크가 있음 (도움말)
- 세우 지음, 현장 한역, 송성수 번역 (K.949, T.1542). 《아비달마품류족론》. 한글대장경 검색시스템 - 전자불전연구소 / 동국역경원. K.949(25-149), T.1542(26-692). |title=에 외부 링크가 있음 (도움말)
- 세친 지음, 현장 한역, 권오민 번역 (K.955, T.1558). 《아비달마구사론》. 한글대장경 검색시스템 - 전자불전연구소 / 동국역경원. K.955(27-453), T.1558(29-1). |title=에 외부 링크가 있음 (도움말)
- 운허.  동국역경원 편집, 편집. 《불교 사전》. |title=에 외부 링크가 있음 (도움말)
- (영어) DDB. 《Digital Dictionary of Buddhism (電子佛教辭典)》. Edited by A. Charles Muller. |title=에 외부 링크가 있음 (도움말)
- (중국어) 미륵 조, 현장 한역 (T.1579). 《유가사지론(瑜伽師地論)》. 대정신수대장경. T30, No. 1579. CBETA. |title=에 외부 링크가 있음 (도움말)
- (중국어) 佛門網. 《佛學辭典(불학사전)》. |title=에 외부 링크가 있음 (도움말)
- (중국어) 星雲. 《佛光大辭典(불광대사전)》 3판. |title=에 외부 링크가 있음 (도움말)
- (중국어) 세우 조, 현장 한역 (T.1542). 《아비달마품류족론(阿毘達磨品類足論)》. 대정신수대장경. T26, No. 1542, CBETA. |title=에 외부 링크가 있음 (도움말)
- (중국어) 세친 조, 현장 한역 (T.1558). 《아비달마구사론(阿毘達磨俱舍論)》. 대정신수대장경. T29, No. 1558, CBETA. |title=에 외부 링크가 있음 (도움말)